# Manuel Penella Moreno
Manuel Penella Moreno (Valencia, España, 31 de julio de 1880 - Cuernavaca, México, 24 de enero de 1939) fue un compositor español, famoso por su composición musical El gato montés, e hijo del también compositor Manuel Penella Raga (1847-1909).

## Biografía
Estudia música con su padre, Manuel Penella Raga, director del Conservatorio de Valencia, y más tarde composición con Salvador Giner. Su primera intención es convertirse en intérprete de violín, pero a causa de un accidente que le inutiliza la mano izquierda abandona el instrumento y empieza a componer. Tras graduarse, trabaja durante un tiempo como organista en una iglesia de Valencia, pero pronto opta por dedicarse al teatro, pasando gran parte de su vida viajando con compañías de ópera y zarzuela por todos los países de América.

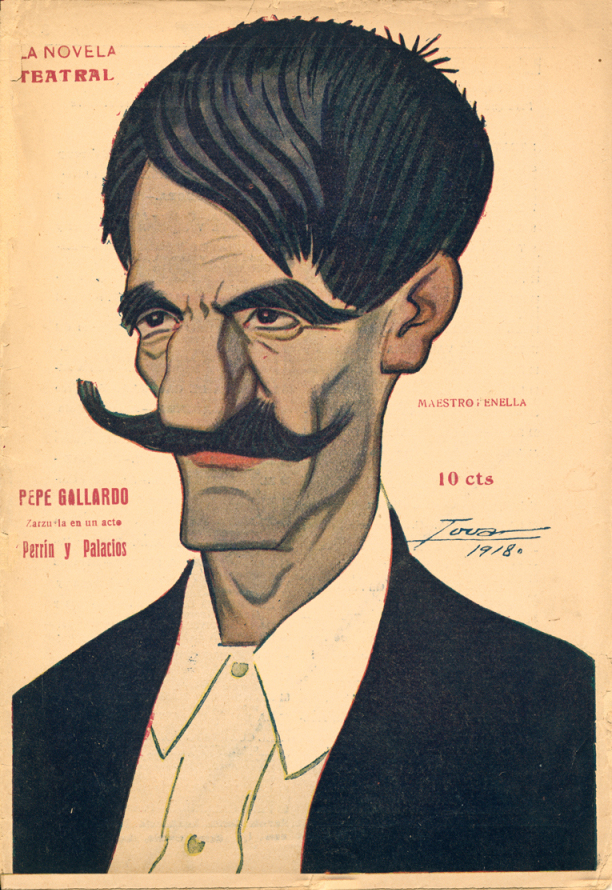
Caricaturizado por Tovar (1918)

Su primer paso por América es el de un verdadero aventurero, trabajando como músico militar, sastre, torero, pintor, payaso, marinero, etc. En Chile pinta y decora la iglesia de Taltal y contrae matrimonio con la chilena Emma Silva Pavez, con quien tuvo cinco hijos. 
En 1903 regresa a España y comienza una intensa actividad como compositor de gran renombre. No sólo compone zarzuela de estilo convencional, sino que también se decanta por el musical o la revista. De nuevo, en 1912, Penella inicia una gira por Argentina, donde cosecha numerosos éxitos y vive como un artista de fama. 
En 1917 estrena una de sus obras más reconocidas, El gato montés, que él quiso estructurar como ópera, en el Teatro Principal de Valencia. El estreno fue a beneficio de la construcción de un monumento a su maestro, Salvador Giner. De esta ópera, con libreto del mismo compositor, aunque iniciado por su compadre Sassone, y que no pudo terminar por motivos personales, ha quedado como fragmento de una popularidad indiscutible su conocido pasodoble. En la siguiente gira americana, que Penella emprende en 1919, tiene ocasión de representar El gato montés en el Park Theater de Nueva York, durante diez semanas consecutivas, con un gran éxito. 
En Barcelona estrena en 1932 la ópera de cámara Don Gil de Alcalá, con orquesta de cuerdas, una de sus obras más valoradas por la crítica. Otras exitosas obras suyas fueron Jazz Band (revista, 1933) y La malquerida (zarzuela en tres actos, 1935).
Además de sus ochenta obras escénicas, entre óperas, zarzuelas, revistas y comedias musicales, también es autor de numerosas canciones; las más conocidas son, sin duda, En tierra extraña, que incluye el pasodoble Suspiros de España, y La Maredeueta, ambas popularizadas por Concha Piquer. También escribió obras de teatro; justamente la célebre actriz María Guerrero murió poco antes de estrenar el drama de Penella Mare Nostrum (1928).
Murió en 1939 a los cincuenta y ocho años de edad en la ciudad mexicana de Cuernavaca, adonde se había trasladado para dirigir la música de una película basada en su ópera Don Gil de Alcalá.

## Vida familiar
Se casó con Emma Silva Pávez (Santiago de Chile, 1883-Madrid, 19 de enero de 1953), con quien tuvo cinco hijos: María del Rosario (fallecida en Madrid el 4 de octubre de 1965), Magdalena (fallecida en 1974), Emma (1904-1973), el periodista y escritor Manuel Penella  de Silva (1910-1969), la tiple cómica Teresita Silva (de nombre María Teresa, 1911-1960) y Magdalena. Esta última hija, de frustrada vocación artística, se casó con el político conservador Ramón Ruiz Alonso, y de su unión nacieron cuatro hijas, María Julia y las actrices Emma Penella, Elisa Montés y Terele Pávez, adoptando Elisa el apellido artístico de su obra más célebre, (El gato montés).
Fue bisabuelo de la también actriz y cómica Emma Ozores, hija de Elisa y del actor Antonio Ozores.

## Obras
Obras líricas

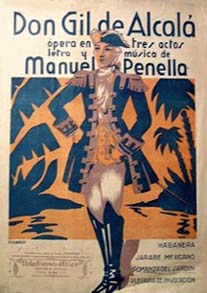
Don Gil de Alcalá (ópera bufa estrenada en 1932).

- 1893 El queso de bola, sainete lírico, Valencia
- 1906 Las niñas alegres, entremés lírico, Barcelona
- 1907 Amor ciego, zarzuela
- 1907 El dinero, sainete lírico, libreto del compositor, Barcelona
- 1907 El día de reyes "apropósito" en un acto
- 1908 El padre cura, entremés lírico, Valencia
- 1908 La perra chica, parodia de La Patria chica de Ruperto Chapí, Barcelona
- 1908 El arrojado, astracanada
- 1908 Sal de espuma, zarzuela en un acto, Barcelona
- 1908 La tentación, humorada lírica
- 1909 Corpus Christi, drama lírico en un acto
- 1909 Las gafas negras, sainete lírico en un acto
- 1909 La noche de las flores, idilio en un acto
- 1909 Entre chumberas, zarzuela en un acto, Zaragoza
- 1910 La niña mimada, opereta en tres actos
- 1910 Los vencedores, zarzuela en un acto
- 1910 Gracia y justicia, "exposición" en un acto
- 1910 Las romanas caprichosas, opereta en un acto
- 1910 La reina de las tintas, humorada en un acto
- 1911 Huelga de señoras, chirigota en un acto
- 1911 La niña de los besos, opereta en un acto
- 1911 El ciego del barrio, sainete lírico en un acto
- 1911 El viaje de la vida, opereta en un acto
- 1911 El género alegre, humorada lírica en un acto
- 1911 La novela de ahora, aventura en un acto
- 1912 Los pocos años, sainete lírico en un acto
- 1912 Las musas latinas, revista en un acto, Valencia
- 1914 Galope de amor, opereta en un acto
- 1914 La muñeca del amor, capricho en tres actos
- 1914 La isla de los placeres, astracanada en un acto
- 1914 La España de pandereta, españolada en un acto
- 1916 El gato montés, ópera en tres actos, Valencia, Teatro Principal.
- 1917 La última españolada, revista en un acto, libreto del compositor
- 1917 El amor de los amores, revista en un acto, libreto del compositor
- 1917 La cara del ministro, zarzuela en un acto compuesta en colaboración con el maestro Enrique Estela.
- 1918 Frivolina, opereta en tres actos
- 1918 El teniente Florisel, vaudeville en tres actos
- 1918 Bohemia dorada zarzuela en tres actos
- 1918 Rapsodia valenciana, pot-pourri de bailes valencianos
- 1925 El paraíso perdido , cuadro en un acto
- 1926 La última carcelera, zarzuela en dos actos
- 1927 El milagro de San Cornelio, cuento en un acto
- 1927 El espejo de las doncellas, pasatiempo en un acto
- 1927 Entrar por uvas o Feliz año nuevo, lírico en un acto
- 1928 Ris-Ras, humorada en un acto
- 1930 Los pirandones, zarzuela en un acto
- 1930 La reina jamón , zarzuela en dos actos
- 1930 Me caso en la mar, zarzuela en dos actos
- 1930 La pandilla
- 1931 Ku-Kus-Klan, revista en dos actos
- 1931 ¡Viva la República!, revista en dos actos, libreto del compositor
- 1931 Don Amancio el Generoso, zarzuela en tres actos, Madrid
- 1931 El huevo de Colón, sainete-vodevil-revista en dos actos
- 1932 Don Gil de Alcalá, ópera buffa en tres actos, Barcelona, Teatro Novedades.
- 1933 Jazz Band, Zarzuela en tres actos y doce cuadros, Madrid, Teatro de la Comedia
- 1933 El hermano lobo, zarzuela en tres actos, Barcelona
- 1934 Tana Fedorova, zarzuela en tres actos, Barcelona
- 1934 Curro Gallardo, zarzuela en tres actos, Barcelona
- 1935 La malquerida, zarzuela en tres actos, libreto del autor sobre la obra de Jacinto Benavente, Barcelona, Teatro Victoria (14 de abril).